# Synagris aethiopica
Synagris aethiopica är en stekelart som beskrevs av Henri Saussure 1863. Synagris aethiopica ingår i släktet Synagris och familjen Eumenidae. Inga underarter finns listade i Catalogue of Life.